# Kovács Tibor (régész)
Kovács Tibor (Kalocsa, 1940. február 10. – Budapest, 2013. november 19.) magyar régész, 1999 és 2010 között a Magyar Nemzeti Múzeum főigazgatója.

## Életpályája
1963-ban szerzett diplomát az Eötvös Loránd Tudományegyetemen régészként és történelemtanárként. Lediplomázása után pályafutását a Magyar Nemzeti Múzeumban kezdte. 1966-ban egyetemi doktorátust szerzett. 1975-től a Kulturális és Művelődési Minisztériumban dolgozott, ahol 1977 és 1981 között a múzeumi osztály vezetője volt. 1981-től a Magyar Nemzeti Múzeum főigazgató-helyettese, majd 1999-től  nyugdíjazásáig (2010) főigazgatóként irányította az intézményt. Az ő intézményvezetői időszakához számos nívós nemzetközi és magyar kiállítás rendezése, illetve társrendezése kötődött, illetve ekkor zajlott le a múzeum átfogó rekonstrukciója.
Elnöke, majd tiszteletbeli elnöke volt a Magyar Régészeti és Művészettörténeti Társulatnak.

## Művei
Közel 200 publikációja között legismertebb a Bronzkor Magyarországon című összefoglaló munka, amely több nyelven megjelent.

## Kutatási területe
Tudományos kutatóként a Kárpát-medence bronzkori és kora vaskori történetével foglalkozott. Számos ásatása közül kiemelhető a tiszafüredi bronzkori temetők és a fehérvárcsurgói kora vaskori halomsírok feltárása.

## Elismerései
Munkásságát több szakmai díj mellett 2009. március 15-én a Magyar Köztársasági Érdemrend tisztikeresztjével ismerték el.